# Trogon curucui
Trogon curucui е вид птица от семейство Трогонови (Trogonidae).

## Разпространение
Видът е разпространен в Аржентина, Боливия, Бразилия, Еквадор, Колумбия, Парагвай и Перу.